# Wallburg (Ettenheim)
Wallburg ist ein Ortsteil von Ettenheim im Ortenaukreis (Baden-Württemberg). Der kleine Ort liegt östlich von Ettenheim zwischen Weinreben und dem Schwarzwald.

## Geschichte
Zum ersten Mal wird Wallburg 1226 in der Papsturkunde Honorius’ III. unter dem Namen „Valberc“ erwähnt. 1728 kam Wallburg in den Besitz der nassauischen Herren und wurde 1803 badisch. Durch die Gemeindereform wurde Wallburg am 1. Juli 1971 zum Teilort von Ettenheim. Wallburg war früher als das „Dorf der Schindelmacher“ bekannt, heute spielt dagegen der Weinbau auf Grund der günstigen Hanglage eine wichtige Rolle.

## Dorfgliederung
Wallburg wird traditionell in Oberdorf, Unterdorf und Hinterdorf gegliedert, wobei das nördlich an das Unterdorf anschließende Neubaugebiet als vierter Teil erwähnt werden sollte. Dieser ständig wachsende Teil wird von den Einheimischen „Paradies“ genannt. Die erste Straße des Neubaugebiets trägt daher auch den Namen „Im Paradies“.

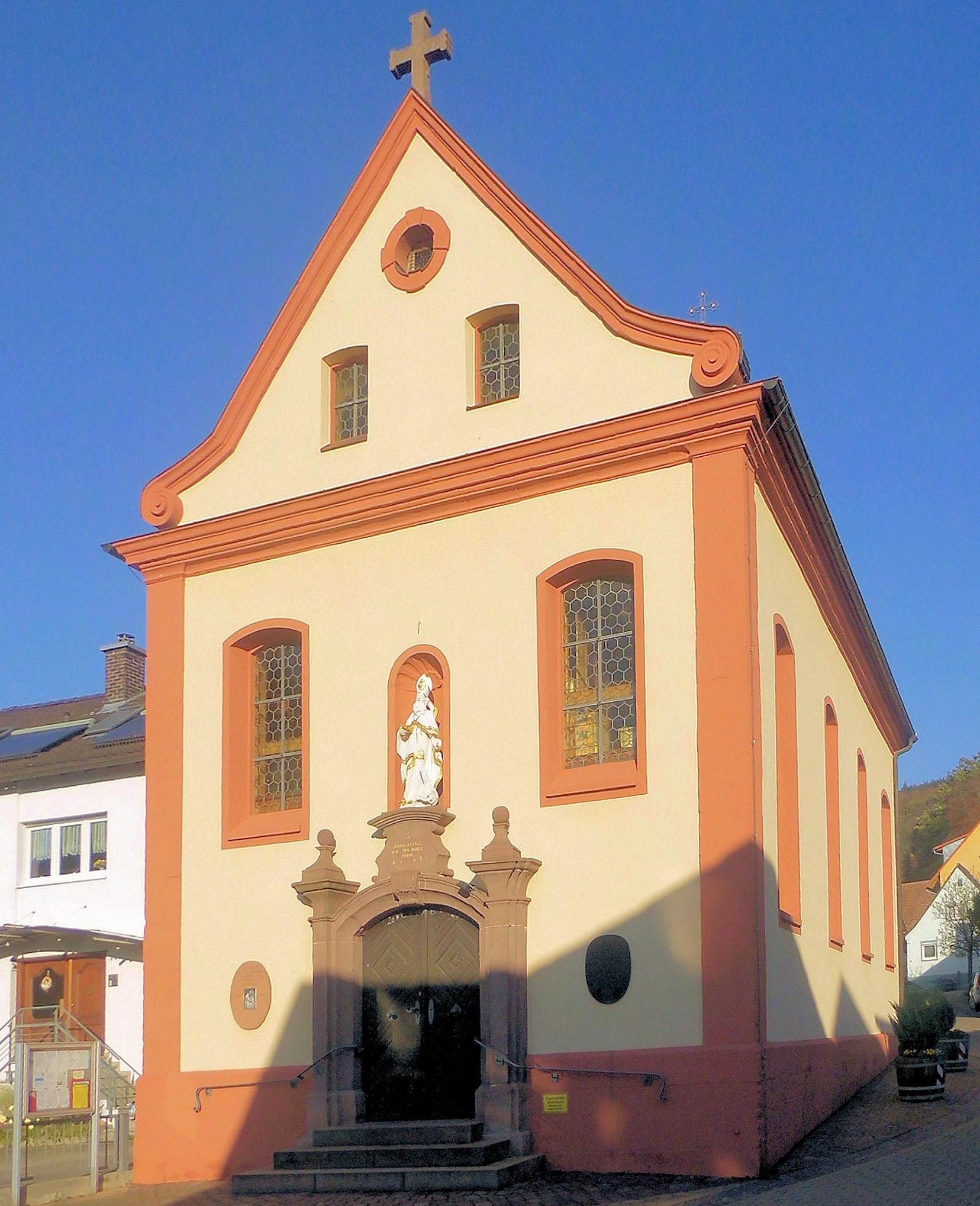
Kirche St. Arbogast
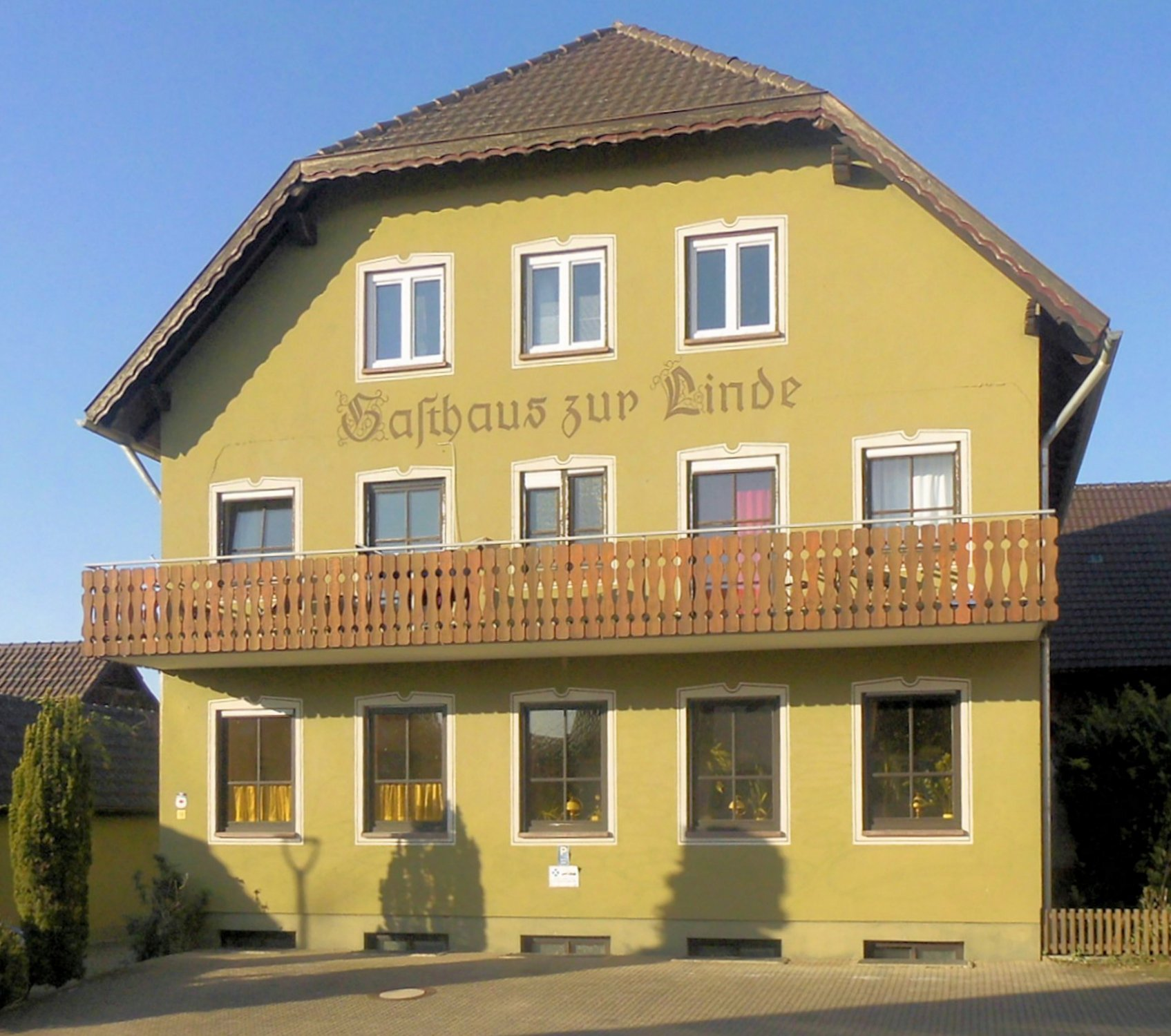
Gasthaus zur Linde

## Friedenskapelle
Am östlichen Rand von Wallburg wurde zwischen 1984 und 1987 die Kapelle auf dem Grundstück des Gemeinderatsmitglieds Berthold Föhrenbacher (1924–2008) unter Beteiligung zahlreicher freiwilliger Helfer und aus Spendenmitteln erbaut. Bereits 1964 entstand neben der heutigen Kapelle eine Mariengrotte. Hier und in der Kapelle versammelten sich regelmäßig Kriegsheimkehrer zum Gottesdienst. Die Friedenskapelle wurde aus großen Sandsteinquadern errichtet.

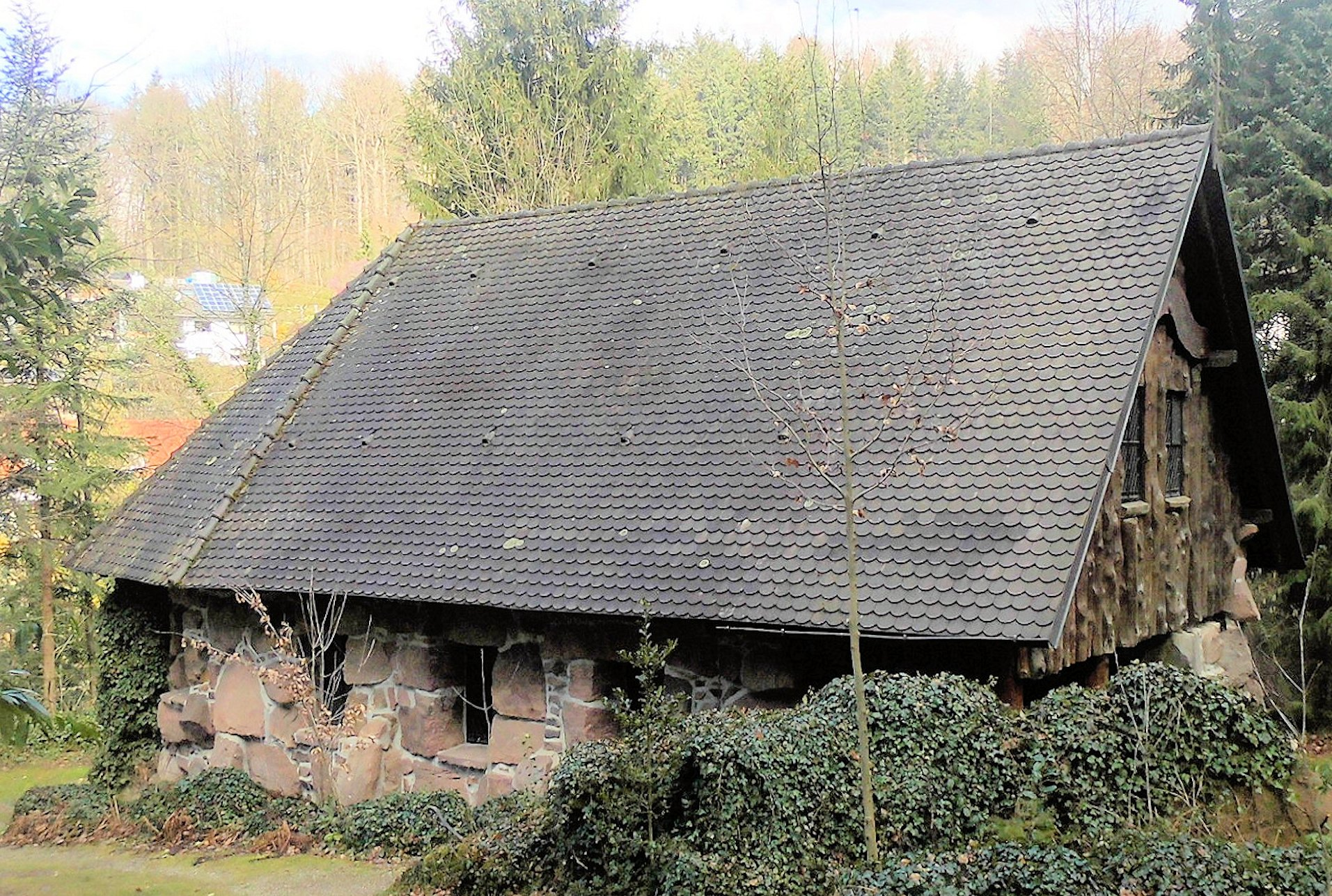
Südseite
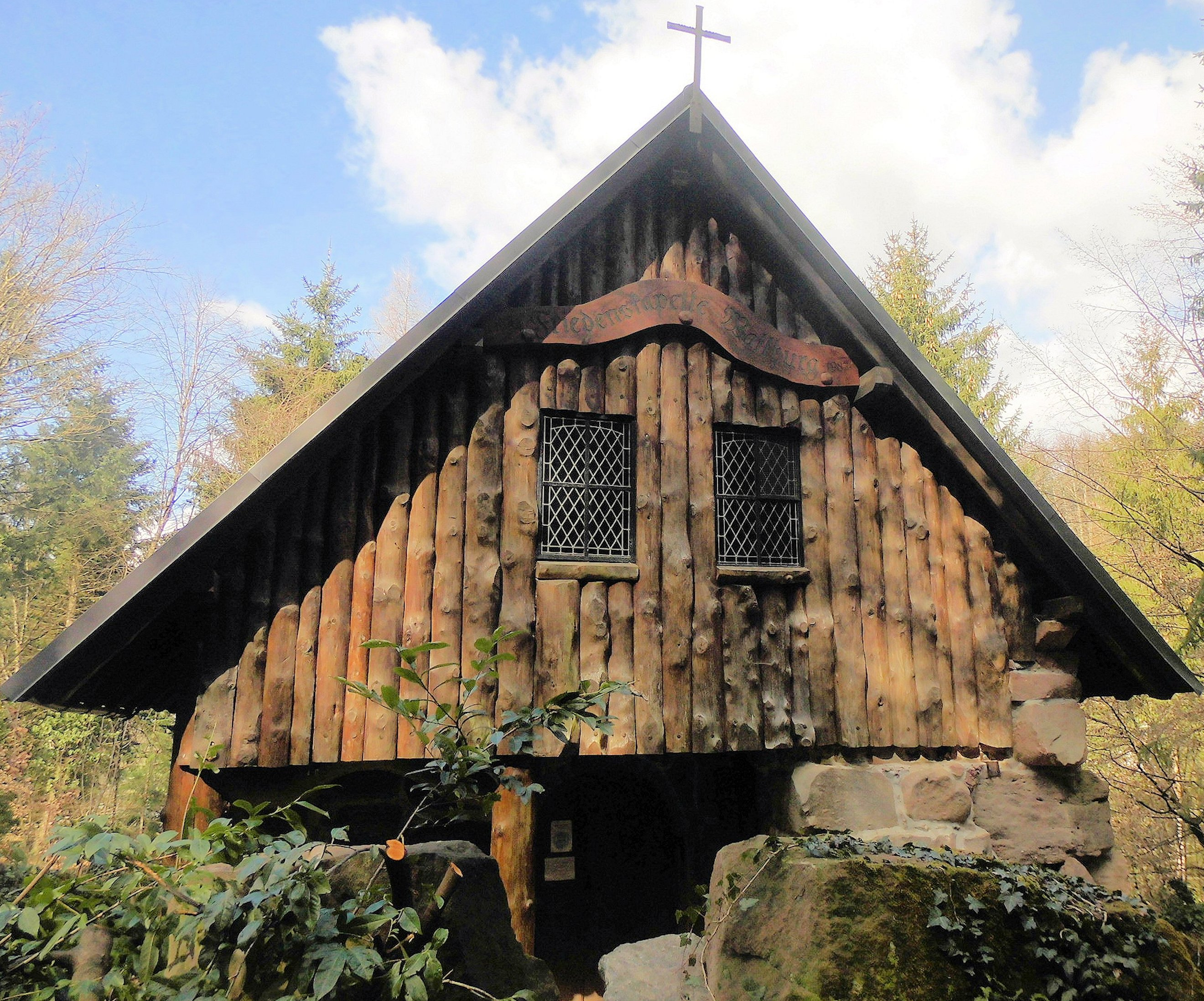
Ostseite
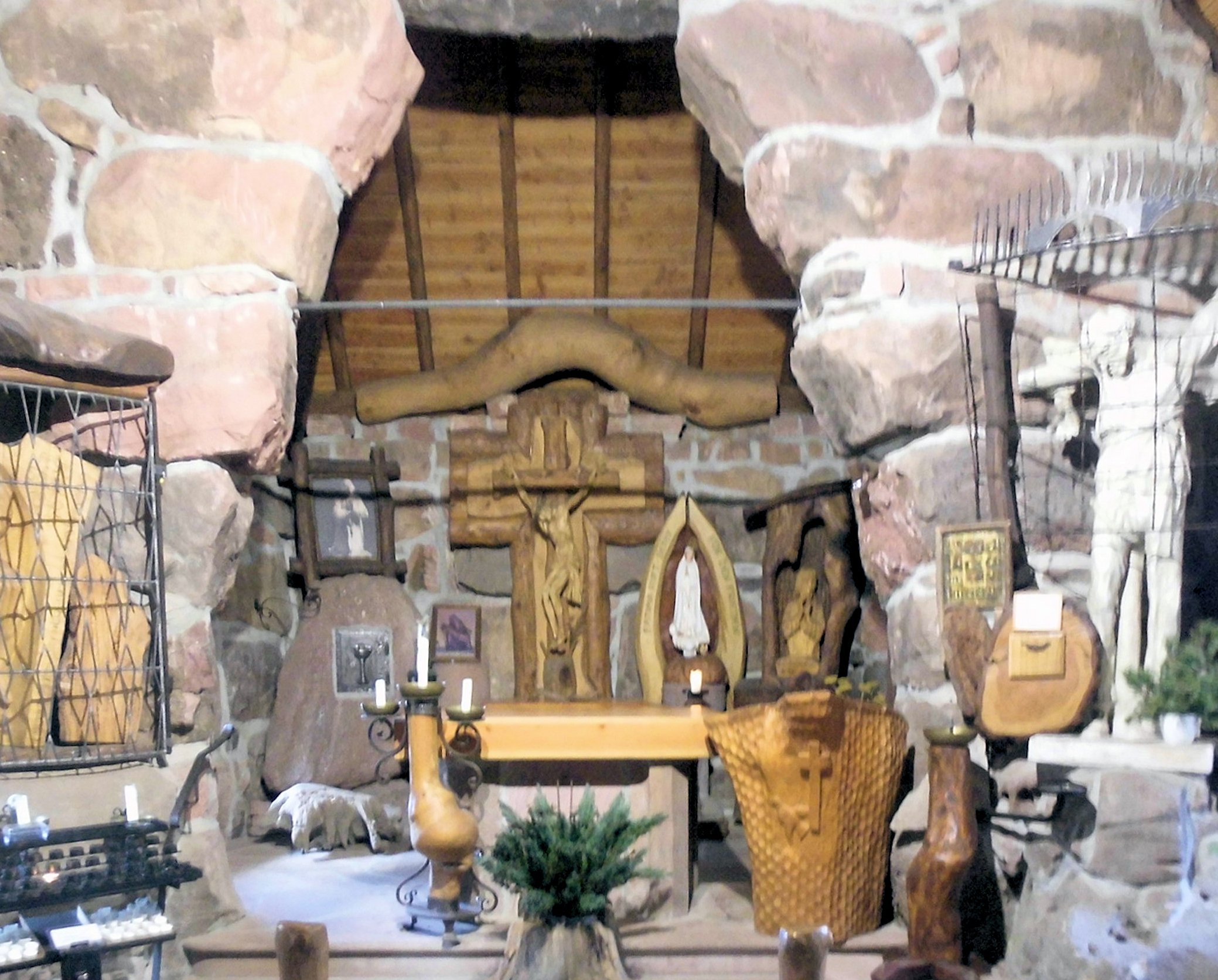
Innenansicht
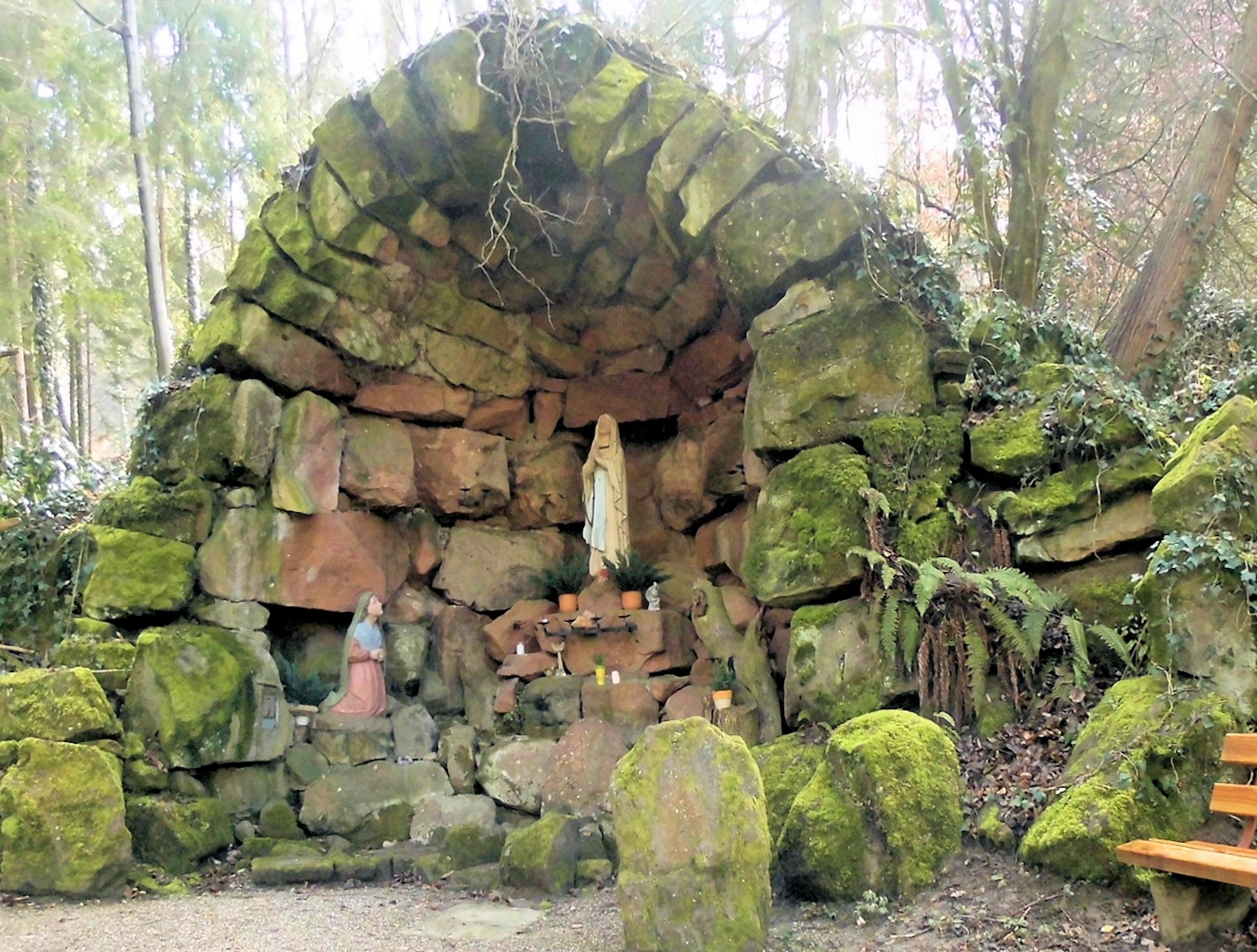
Mariengrotte

## Brauchtum
In Wallburg spielt die alemannische Fastnacht „Fasend“ eine große Rolle. Die örtliche Narrenzunft trägt den Namen „Wilde Christen“. Neben „Narri Narro“ ist „Wilde Christen“ (alemannisch ausgesprochen: „Wildi Chrischde“) auch der übliche Schlachtruf bei Fastnachtsumzügen.
Es existiert ein reges Vereinsleben in Wallburg. Neben der Narrenzunft gibt es noch den Gesangsverein „Bergeneck“, die örtliche Musikkapelle und den Kirchenchor sowie den SC Wallburg. Die Jugendarbeit liegt neben dem Sportclub hauptsächlich in den Händen der Ministranten. Seit dem Jahr 2007 gibt es in Wallburg ein Jugendzentrum „One Point“ das die örtliche Jugendarbeit unterstützt.